# Andaházy Margit
Andaházy Margit névvariáns: Andaházi (Budapest, 1923. december 10. – Budapest, 1976. január 17.) Jászai Mari-díjas magyar színésznő.

## Életpálya
A vidéki színházak népszerű színművésze volt. Többször alakított intrikára hajlamos, befolyásosságra törő karaktereket. Pályáját 1945-ben a Budai Népszínházban kezdte. 1949–1951 között a Győri Kisfaludy Színház, majd 1951–1957 között a Debreceni Csokonai Színház tagja. A város egyik kedvence, sok-sok főszerep kiváló alakítója. Prózai szerepeket és operettet egyaránt játszott. Téri Árpád, a kiváló direktor sokra tartotta a tehetségét, ezért mikor megkapta a Madách Színház igazgatói székét, Andaházyt is magával vitte, Márkus Lászlóval és Mensáros Lászlóval együtt. A Madáchban csak egy szerep jutott neki, Bertolt Brecht: Kurázsi mama Yvette-jét játszotta. 1958–1970 között a Szolnoki Szigligeti Színház művésze volt. Szolnokon is nagyon népszerű volt, sokat játszott, zömmel komika szerepeket. Élete utolsó éveiben a 25. Színházban és a Madách Színházban szerepelt. 52 éves korában öngyilkosságot követett el.

## Színházi szerepei
- William Shakespeare: Rómeó és Júlia... Júlia; Dajka
- William Shakespeare: III. Richárd... York hercegné, Edward, George és Richárd anyja
- William Shakespeare: Othello... Bianca
- William Shakespeare: Sok hűhó semmiért... Beatrice
- William Shakespeare: Szentivánéji álom... Hermia; Puck, vagy Robin pajtás
- Anton Pavlovics Csehov: Három nővér... Natalja, Andrej menyasszonya, később felesége
- Anton Pavlovics Csehov: Cseresznyéskert... Sarlotta Ivanovna, nevelőnő
- Makszim Gorkij: Éjjeli menedékhely... Natasa
- Makszim Gorkij: Kispolgárok... Akulina Ivanovna, Besszemenov felesége; Polja, Percsihin leánya
- Makszim Gorkij: Nyaralók... Szonya
- Molière: Tartuffe... Dorina
- Carlo Goldoni: A fogadósné... Mirandolina, a fogadósné
- Carlo Goldoni: Két úr szolgája... Smeraldina
- Carlo Goldoni: A hazug... Colombina, Balanzoni doktorék szobalánya
- Pierre-Augustin Caron de Beaumarchais: Figaro házassága... Zsuzsi, a grófnő első komornája, Figaro menyasszonya
- Pedro Calderón de la Barca: Két szék közt a pad alatt... Sára
- Victorien Sardou: A szókimondó asszonyság... Katalin, mosónő, később danzigi hercegné
- Victor Hugo: A királyasszony lovagja... Casilda
- Arthur Miller: A salemi boszorkányok... Rebecca, Nurse felesége
- Arthur Miller: Pillantás a hídról... Beatrice
- Arthur Miller: Bűnbeesés után... Anya
- Eugene O’Neill: Hosszú út az éjszakába... Mary Tyrone
- Bertolt Brecht: Courage mama(Kurázsi mama)... Yvette
- George Bernard Shaw: Pygmalion... Eliza Doolittle
- Jókai Mór: A kőszívű ember fiai... Lánghy Aranka
- Szigligeti Ede: Liliomfi... Kamilla kisasszony, nevelőnő; Erzsi, Kányai leánya
- Móricz Zsigmond: Légy jó mindhalálig... Nyilas Misi
- Móricz Zsigmond: Nem élhetek muzsikaszó nélkül... Pólika
- Bródy Sándor: A tanítónő... Kántor kisasszony
- Barta Lajos: Zsuzsi... Zsuzsi, özvegy menyecske
- Fejes E.: Rozsdatemető... Pék Mária
- Molnár ferenc: Olympia... Olympia
- Molnár Ferenc: Egy, kettő, három... Lind kisasszony
- Fazekas Mihály: Ludas Matyi... Tojásárus asszony
- Nóti Károly: Nyitott ablak... Polgármesterné
- Örkény István: Tóték... Tótné
- Karinthy Ferenc: Ezer év... Szabó Anna
- Darvas József: Kormos ég... Joó néni
- Szinetár György: Susmus... Újságírónő
- Szinetár György: Fogad 3-5-ig... Matild kisasszony
- Nyíri Tibor: Menyasszonytánc... Veron, Szőke András leánya
- Mesterházi Lajos: A tizenegyedik parancsolat... Kadácsné
- Gyárfás Miklós: Egérút... Tóni néni, idős hölgy, aki minden pénzt megér
- Gyárfás Miklós: Férfiaknak tilos... Zsófia, a családfő kisasszony
- Gyárfás Miklós: Forr a világ... Rózsa, parasztlány
- Gyárfás Miklós: Kisasszonyok a magasban... Zsófia, a családfő kisasszony
- Fehér Klára: Csak egy telefon... Dr. Imreffy Valéria, gimnáziumi igazgató
- Fehér Klára: A teremtés koronája... Zsóka, Mária húga
- Jókai Anna: Fejünk felől a tetőt... Karolin anyó
- Gáspár Margit: Hamletnek nincs igaza... Kalotai Lili
- Bihari Klára: Tévedni isteni dolog... Artemisia
- Benedek András - Karinthy Ferenc - Mikszáth Kálmán: A körtvélyesi csíny... Ilonka
- Tabi László: A pirossapkás lány... Koller Manci
- Urbán Ernő: Tűzkeresztség... Bozi Marika
- Földes Mihály: Mélyszántás... Marika, Fazekasék leánya
- Tabi László - Erdődy János - Szigligeti Ede: Párizsi vendég... Babett
- Sólyom László: 33 év után... Bözsi
- Sólyom László: Holnapra kiderül... Tímár Boriska
- Taar Ferenc: Aranygyűrű... Eszter
- Gáti Sándor: Ragyog a napsugár... Rozi, Juhosék leánya
- Bágyoni Attila: ...hogy látva lássanak... Juliette, jól szituált kisiparos
- Csizmarek Mátyás: Apja lánya... Fülesné
- Barna Tibor - D. Szabó László: Csatorna a borzason... Anna
- Szántó Armand - Szécsén. Mihály: Minden férfi gyanús... Viktória néni
- Alfonso Paso: Ön is lehet gyilkos... Margarita, Simon felesége
- Mona Brand: A Hamilton család... Lola
- Howard Fast: Harminc ezüstpénz... Hilda
- Leonyid Rahmanov: Viharos alkonyat... Maria Lvovna, a professzor neje
- Alekszandr Nyikolajevics Afinogenov: Kisunokám... Gálja
- Konsztantyin Fjodorovics Iszajev - Alekszandr Arkagyievics Galics: Nem magánügy... Ljuba Popova
- Alekszandr Jevdokimovics Kornyejcsuk: A nagy műtét... Válja
- Alekszandr Jevdokimovics Kornyejcsuk: Ukrajna mezőin... Gálja
- Alekszandr Jevdokimovics Kornyejcsuk: Csillagtárna... Márfa Sztyepovája
- Anatolij Szofronov: Moszkvai jellem... Zsenya
- Vszevolod Vitaljevics Visnyevszkij: Optimista tragédia... Komisszárnő
- Lev Romanovics Sejnyin: Végzetes örökség... Válja
- Alekszej Nyikolajevics Arbuzov: Vándorévek... Luszja, Vegyernyikov felesége
- Iszaak Oszipovics Dunajevszkij: Filmcsillag... Natasa
- René Arout - Gabriel Arout: Szólítson csak mesternek... Frisené, a szomszéd felesége
- Salvato Cappelli: 200 000 és egy... Alice Diamond
- Gian Paolo Callegari: Megperzselt lányok... Caterina, szolgálóleány Mastropaoloéknál
- Kuan Han-Csing: Tou O igaztalan halála... Caj asszony; Ma asszony
- Grimm fivérek: Hófehérke és a 7 törpe... Hófehérke

## Filmszerepei
- Gábor diák (1955)... Veronika
- Ház a sziklák alatt (1958)
- A szélhámosnő (1963)... Éva mamája
- Fügefalevél (1966)
- Mi lesz veled Eszterke? (1968)
- Irgalom (1973)
- Családi dráma (1974)
- Próbafelvétel (1974)
- Utánam, srácok! (sorozat)

- A hídrakéta című rész (1975)
- Nincs többé férfi (1975)... Ilike, pincérnő

## Díjak
- Jászai Mari-díj (1966)

## Külső hivatkozások
- Andaházi Margit. abbcenter.com. [2013. december 14-i dátummal az eredetiből archiválva]. (Hozzáférés: 2013. december 11.)
- Andaházi Margit. nevpont.hu. [2013. december 13-i dátummal az eredetiből archiválva]. (Hozzáférés: 2013. december 11.)
- Andaházi Margit. niif.hu. (Hozzáférés: 2013. december 11.)
- Andaházi Margit. forum.port.hu. [2013. december 14-i dátummal az eredetiből archiválva]. (Hozzáférés: 2013. december 11.)